# Giedo van der Garde
Giedo van der Garde (Rhenen, Hollandia, 1985. április 25. –) holland Formula–1-es autóversenyző. Pályafutását 2013-ban, a Caterham-nél kezdte a Formula–1-ben.

## Pályafutása

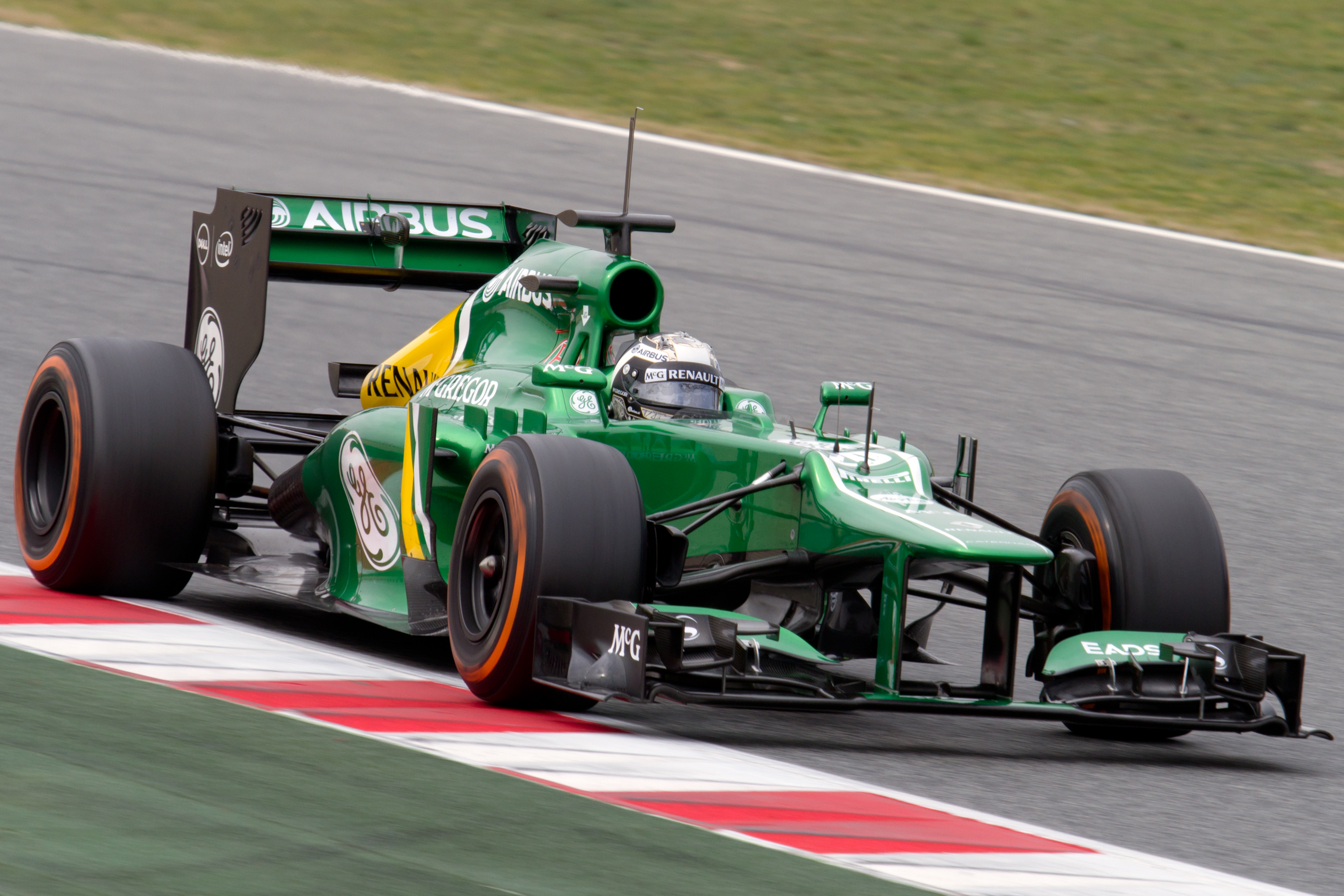
Giedo van der Garde a katalóniai tesztelésen

### Tesztpilótaként
2006-ban bekerült a McLaren tehetségkutató programjába. 2007-ben a Super Aguri harmadik számú versenyzője lett annak megszűnéséig. A 2007-es Formula–1 ausztrál nagydíj pénteki szabadedzésén vezethette volna a csapat egyik autóját, de nem sikerült időben megszereznie az FIA-tól a szuperlicencet. 2011-ben szóba hozták a Virgin csapattal, de a pletyka később nem bizonyult igaznak. 2012-ben a Caterham F1 Team harmadik számú pilótájaként tevékenykedett.

### Debütálás aCaterhammel
2013. február 1-jén bejelentették, hogy 2013-ban Charles Pic csapattársa lesz a Caterhamnél. Az előszezoni teszteken az ő és csapata félelmei beigazolódni látszódtak: a Marussia immár a KERS-szel felvértezve fel tudta venni velük a versenyt, míg a középcsapatok messze elhúztak. Az ausztrál nagydíj kaotikus időmérő edzésén csak csapattársát tudta megelőzni, majd a futamon alig jobb helyen, a 18. pozícióban intették le. A következő két nagydíj (Malajziában és Kínában) időmérő edzésén csak az utolsó helyet sikerült megszereznie, és a futamokon se ért csapattársa közelébe.
Spanyolországban az időmérőn megverte Pic-et.

## Eredményei

### Karrier összefoglaló
| Szezon  | Bajnokság                         | Csapat                   | Verseny     | Győzelem    | Pole        | Leggyorsabb kör | Dobogós helyezés | Pont        | Pozíció     |
| ------- | --------------------------------- | ------------------------ | ----------- | ----------- | ----------- | --------------- | ---------------- | ----------- | ----------- |
| 2003    | Formula Renault 2000 Masters      | Van Amersfoort Racing    | 6           | 0           | 2           | 0               | 3                | 72          | 6.          |
| 2003    | Holland Formula Renault bajnokság | Van Amersfoort Racing    | ?           | ?           | ?           | ?               | ?                | 69          | 4.          |
| 2003    | Zandvoort Masters Championship    | Van Amersfoort Racing    | ?           | ?           | ?           | ?               | ?                | ?           | 2.          |
| 2004    | Formula 3 Euro Series             | Opel Team Signature-Plus | 20          | 0           | 0           | 0               | 2                | 37          | 9.          |
| 2004    | Masters of Formula 3              | Opel Team Signature-Plus | 1           | 0           | 0           | 0               | 0                | N/A         | 13.         |
| 2004    | Makaói nagydíj                    | Opel Team Signature-Plus | 1           | 0           | 0           | 0               | 0                | N/A         | 15.         |
| 2004    | Bahrain Superprix                 | Opel Team Signature-Plus | 1           | 0           | 0           | 0               | 0                | N/A         | 15.         |
| 2005    | Formula 3 Euro Series             | Team Rosberg             | 20          | 0           | 1           | 1               | 2                | 34          | 9.          |
| 2005    | Masters of Formula 3              | Team Rosberg             | 1           | 0           | 0           | 0               | 0                | N/A         | 6.          |
| 2006    | Formula 3 Euro Series             | ASM Formule 3            | 20          | 1           | 2           | 0               | 4                | 37          | 6.          |
| 2006    | Masters of Formula 3              | ASM Formule 3            | 1           | 0           | 1           | 1               | 1                | N/A         | 2.          |
| 2007    | Formula Renault 3.5 Series        | Victory Engineering      | 17          | 0           | 0           | 0               | 0                | 67          | 6.          |
| 2007    | Formula–1                         | Spyker F1                | Tesztpilóta | Tesztpilóta | Tesztpilóta | Tesztpilóta     | Tesztpilóta      | Tesztpilóta | Tesztpilóta |
| 2008    | Formula–1                         | Force India              | Tesztpilóta | Tesztpilóta | Tesztpilóta | Tesztpilóta     | Tesztpilóta      | Tesztpilóta | Tesztpilóta |
| 2008    | Formula Renault 3.5 Series        | P1 Motorsport            | 15          | 5           | 2           | 3               | 8                | 137         | 1.          |
| 2008–09 | GP2 Asia Series                   | GFH Team iSport          | 10          | 1           | 0           | 0               | 0                | 11          | 12.         |
| 2009    | GP2                               | iSport International     | 20          | 3           | 0           | 0               | 3                | 34          | 7.          |
| 2009–10 | GP2 Asia Series                   | Barwa Addax Team         | 2           | 0           | 0           | 0               | 0                | 0           | 34.         |
| 2010    | GP2                               | Barwa Addax Team         | 20          | 0           | 0           | 0               | 4                | 39          | 7.          |
| 2011    | GP2 Asia Series                   | Barwa Addax Team         | 4           | 0           | 0           | 0               | 2                | 16          | 3.          |
| 2011    | GP2                               | Barwa Addax Team         | 18          | 0           | 1           | 1               | 5                | 49          | 5.          |
| 2012    | Formula–1                         | Caterham F1 Team         | Tesztpilóta | Tesztpilóta | Tesztpilóta | Tesztpilóta     | Tesztpilóta      | Tesztpilóta | Tesztpilóta |
| 2012    | GP2                               | Caterham Racing          | 24          | 2           | 2           | 2               | 6                | 160         | 6.          |
| 2013    | Formula–1                         | Caterham F1 Team         | 19          | 0           | 0           | 0               | 0                | 0           | 22.         |
| 2014    | Formula–1                         | Sauber F1 Team           | Tesztpilóta | Tesztpilóta | Tesztpilóta | Tesztpilóta     | Tesztpilóta      | Tesztpilóta | Tesztpilóta |

### Teljes GP2-es eredménylistája
(Táblázat értelmezése)

(Félkövér: pole-pozícióból indult; dőlt: leggyorsabb kört futott) 

| Év   | Csapat               | 1          | 2         | 3           | 4          | 5          | 6           | 7          | 8          | 9          | 10         | 11         | 12         | 13         | 14         | 15         | 16         | 17         | 18         | 19         | 20          | 21         | 22         | 23        | 24        | Helyezés | Pont |
| ---- | -------------------- | ---------- | --------- | ----------- | ---------- | ---------- | ----------- | ---------- | ---------- | ---------- | ---------- | ---------- | ---------- | ---------- | ---------- | ---------- | ---------- | ---------- | ---------- | ---------- | ----------- | ---------- | ---------- | --------- | --------- | -------- | ---- |
| 2009 | iSport International | ESP FEA 7  | ESP SPR 4 | MON FEA Hn  | MON SPR 11 | TUR FEA 15 | TUR SPR 13  | GBR FEA Ki | GBR SPR 13 | GER FEA 12 | GER SPR Ki | HUN FEA 7  | HUN SPR 1  | EUR FEA 14 | EUR SPR Ki | BEL FEA 6  | BEL SPR 1  | ITA FEA 1  | ITA SPR 6  | POR FEA Ki | POR SPR 6   |            |            |           |           | 7.       | 34   |
| 2010 | Barwa Addax Team     | ESP FEA 20 | ESP SPR 9 | MON FEA 6   | MON SPR 2  | TUR FEA 4  | TUR SPR 3   | EUR FEA 4  | EUR SPR 2  | GBR FEA 9  | GBR SPR 7  | GER FEA 12 | GER SPR 9  | HUN FEA 5  | HUN SPR 4  | BEL FEA 9  | BEL SPR 2  | ITA FEA Ki | ITA SPR Ki | UAE FEA Ki | UAE SPR 19  |            |            |           |           | 7.       | 39   |
| 2011 | Barwa Addax Team     | TUR FEA 4  | TUR SPR 2 | ESP FEA 2   | ESP SPR Ki | MON FEA Ki | MON SPR 9   | EUR FEA 2  | EUR SPR 3  | GBR FEA 8  | GBR SPR 3  | GER FEA 6  | GER SPR Ki | HUN FEA 4  | HUN SPR 4  | BEL FEA Ki | BEL SPR 20 | ITA FEA 21 | ITA SPR 13 |            |             |            |            |           |           | 5.       | 49   |
| 2012 | Caterham Racing      | MAL FEA 9  | MAL SPR 4 | BHR1 FEA Ki | BHR1 SPR 9 | BHR2 FEA 3 | BHR2 SPR 19 | ESP FEA 1  | ESP SPR 6  | MON FEA 3  | MON SPR 3  | EUR FEA 11 | EUR SPR 6  | GBR FEA 8  | GBR SPR 21 | GER FEA 5  | GER SPR 2  | HUN FEA 5  | HUN SPR 10 | BEL FEA 5  | BEL SPR 21† | ITA FEA Ki | ITA SPR 10 | SIN FEA 8 | SIN SPR 1 | 6.       | 160  |

† Nem fejezte be a futamot, de helyezését értékelték, mert teljesítette a futam több, mint 90%-át.

### Teljes GP2 Asia Series eredménylistája
(Táblázat értelmezése)

(Félkövér: pole-pozícióból indult; dőlt: leggyorsabb kört futott) 

| Év      | Csapat           | 1          | 2          | 3           | 4           | 5          | 6           | 7          | 8         | 9          | 10         | 11         | 12         | Helyezés | Pont |
| ------- | ---------------- | ---------- | ---------- | ----------- | ----------- | ---------- | ----------- | ---------- | --------- | ---------- | ---------- | ---------- | ---------- | -------- | ---- |
| 2008–09 | GFH Team iSport  | CHN FEA 10 | CHN SPR Ni | UAE FEA 4   | UAE SPR T   | BHR1 FEA 7 | BHR1 SPR 14 | QAT FEA 12 | QAT SPR 8 | MAL FEA 14 | MAL SPR 10 | BHR2 FEA 5 | BHR2 SPR 7 | 12.      | 11   |
| 2009–10 | Barwa Addax Team | UAE1 FEA   | UAE1 SPR   | UAE2 FEA Ki | UAE2 SPR 19 | BHR1 FEA   | BHR1 SPR    | BHR2 FEA   | BHR2 SPR  |            |            |            |            | 34.      | 0    |
| 2011    | Barwa Addax Team | UAE FEA 5  | UAE SPR 23 | SMR FEA 2   | SMR SPR 3   |            |             |            |           |            |            |            |            | 3.       | 16   |

### Teljes Formula–1-es eredménysorozata
(Táblázat értelmezése)

(Félkövér: pole-pozícióból indult; dőlt: leggyorsabb kört futott) 

| Év   | Csapat   | 1      | 2      | 3      | 4      | 5      | 6      | 7      | 8      | 9      | 10     | 11     | 12     | 13     | 14     | 15     | 16     | 17     | 18     | 19     | 20     | Helyezés | Pont |
| ---- | -------- | ------ | ------ | ------ | ------ | ------ | ------ | ------ | ------ | ------ | ------ | ------ | ------ | ------ | ------ | ------ | ------ | ------ | ------ | ------ | ------ | -------- | ---- |
| 2012 | Caterham | AUS    | MAL    | CHN Tp | BHR    | ESP    | MON    | CAN    | EUR    | GBR    | GER    | HUN    | BEL    | ITA    | SIN    | JPN Tp | KOR Tp | IND Tp | UAE Tp | USA    | BRA Tp | —        | —    |
| 2013 | Caterham | AUS 18 | MAL 15 | CHN 18 | BHR 21 | ESP Ki | MON 15 | CAN Ki | GBR 18 | GER 18 | HUN 14 | BEL 16 | ITA 18 | SIN 16 | KOR 15 | JPN Ki | IND Ki | UAE 18 | USA 19 | BRA 18 |        | 22.      | 0    |
| 2014 | Sauber   | AUS    | MAL    | BHR Tp | CHN Tp | ESP Tp | MON    | CAN    | AUT    | GBR Tp | GER Tp | HUN    | BEL Tp | ITA Tp | SIN    | JPN    | RUS    | USA    | BRA    | UAE    |        | —        | —    |

## Külső hivatkozások
- Hivatalos honlapja
- Giedo van der Garde a Twitteren
- Facebook